# Accidente del Mil Mi-17 de Pawan Hans Helicopters
El accidente del Mil Mi-17 de Pawan Hans Helicopters fue un accidente de un Mil Mi-17 operado por Pawan Hans el 19 de abril de 2011. El helicóptero transportaba a dieciocho pasajeros y cinco tripulantes. El vuelo despegó del Aeropuerto Internacional Lokpriya Gopinath Bordoloi de Assam rumbo al helipuerto próximo a la población de Tawang Town en el distrito de Tawang. El vuelo estaba intentando aterrizar en el helipuerto situado en lo alto de una colina pero el helicóptero se estrelló en un barranco de 15 metros de alto respecto al helipuerto y se incendió. El accidente tuvo lugar en torno a las 1:30 p. m. Murieron 19 de las 23 personas a bordo.

## Respuestas
Las fuentes de Pawan Hans dijeron que el helicóptero se incendió, rompiéndose en pedazos y estrellándose cerca del helipuerto civil de Tawang en torno a las 13:57 horas. El helicóptero había despegado a las 12:45 horas, según las mismas fuentes.
Un funcionario del Directorado General de Aviación Civil (DGCA) dijo que según las investigaciones iniciales el helicóptero estrellado en proceso de aterrizaja de estrelló "debido seguramente al viento de cizalladura y las corrientes descendentes mientras aterrizaba y se prendió en llamas en el impacto contra tierra".

## Aeronave
La aeronave involucrada, un Mil Mi 17, registro VT-PHF, ya se había visto envuelto en un aterrizaje de emergencia con anterioridad en la misma región.

## Víctimas
Los muertos fueron identificados como Anita, A Baruah, Dr Tendon, Dr Asif, R Asif, Jahara, Asif, Master Asif, A Sharma, Amit K Sarawgi, N Botha, Col Sharma, W Bhatia, T Mustafa.
Los tres tripulantes muertos fueron el segundo de a bordo Capitán Tiwari, la TCP A Dixit y el ingeniero de mantenimiento S B Kulkarni.
Además del Capitán Varun Gupta, los otros supervivientes fueron Randiv Kumar Chaturvedi, Dorjee Wangdi, Rishi Bothra, Rajendra Pal y Karishma Sarawgi. Aunque se cuenten entre los superviviente Rishi Bothra y Karishma Sarawgi fallecieron más tarde a causa de las lesiones causadas por las quemaduras. 
Además, en el informe final se dijo que el accidente pudo haber sido sobrevivible, pero que los servicios de bomberos fueron inadecuados y hubo falta de disponibilidad de equipo de emergencia y personal entrenado.

## Investigación
La DGAC de la India investigó el accidente y concluyó que la causa directa del accidente fue que el helicóptero pasó por debajo del helipuerto unos 27 metros y se hundió por debajo de la altura del helipuerto alrededor de un metro.
El movimiento hacia adelante y la lenta velocidad de descenso hicieron que la pata oleo izquierda se cortara. Esto le dio un ligero margen izquierdo al helicóptero. Alrededor de este tiempo, el colectivo se aumentó a 13,8 para aumentar el empuje del rotor.
La ligera inclinación y el aumento del empuje del rotor aumentaron el momento angular del helicóptero hasta tal punto que la inclinación aumentó de 85,0 en un segundo. Los rotores golpean el comienzo del helipuerto provocando la rotura de los rotores. Al existir una fuerte pendiente adyacente al helipuerto, el helicóptero se deslizó en esta pendiente y casi se volcó de espaldas después del accidente. Posteriormente, se incendió y quedó totalmente destruido.

#### Hechos y factores contribuyentes
- El copiloto había advertido al capitán que verificara la altura en el rodaje final.
- El helicóptero estaba por encima del AUW especificado para esa elevación y temperatura según el SOP y el Manual de vuelo.
- El helicóptero casi se detiene pero con una ligera velocidad de avance y una velocidad de descenso muy baja justo antes del helipuerto. Impactó la cara vertical del helipuerto. Esto resultó en daños a trenes de aterrizaje. La pierna oleo izquierda se cortó, lo que provocó un ligero giro a la izquierda. Al mismo tiempo, el Capitán había reaccionado levantando el aparato a un nivel muy alto que resultó en un vuelco dinámico.
- Las tripulación no estaba usando las lecturas de QNH y temperatura dadas por control de tráfico aéreo.
- Hubo una supervisión inadecuada de las operaciones de vuelo en PHHL.
- Muchas infracciones de la seguridad de los vuelos no se controlaron ni se denunciaron.
- Los puestos de alta dirección con respecto a los pilotos no estaban siendo llenado durante largos períodos de tiempo, lo que lleva a esta supervisión inadecuada en PHHL.
- Los registros de mantenimiento y servicio en PHHL eran inadecuados y sospechosos.[10]